# Sandersville (Geòrgia)
Sandersville és una ciutat dels Estats Units a l'estat de Geòrgia. Segons el cens del 2000 tenia 6.144 habitants.

## Demografia
Segons el cens del 2000, Sandersville tenia 6.144 habitants, 2.362 habitatges, i 1.591 famílies. La densitat de població era de 259,5 habitants/km².
Dels 2.362 habitatges en un 31,8% hi vivien nens de menys de 18 anys, en un 37,2% hi vivien parelles casades, en un 25,8% dones solteres, i en un 32,6% no eren unitats familiars. En el 30% dels habitatges hi vivien persones soles el 13,3% de les quals corresponia a persones de 65 anys o més que vivien soles. El nombre mitjà de persones vivint en cada habitatge era de 2,52 i el nombre mitjà de persones que vivien en cada família era de 3,13.
Per edats la població es repartia de la següent manera: un 28% tenia menys de 18 anys, un 7,8% entre 18 i 24, un 26,5% entre 25 i 44, un 21,8% de 45 a 60 i un 15,9% 65 anys o més.
L'edat mediana era de 37 anys. Per cada 100 dones de 18 o més anys hi havia 72,4 homes.
La renda mediana per habitatge era de 27.201 $ i la renda mediana per família de 32.462 $. Els homes tenien una renda mediana de 36.089 $ mentre que les dones 21.765 $. La renda per capita de la població era de 18.226 $. Entorn del 24,3% de les famílies i el 27,5% de la població estaven per davall del llindar de pobresa.

## Poblacions més properes
El següent diagrama mostra les poblacions més properes.